# Commissione Harbord
La Commissione Harbord è stata una commissione politica americana incarica di studiare le relazioni tra USA e Armenia dopo la prima guerra mondiale.

## Contesto
Al termine della Grande Guerra il presidente statunitense Woodrow Wilson inviò due missioni nell'ex Impero ottomano. La prima (la cosiddetta Commissione King-Crane) aveva il compito di incontrare i rappresentanti del governo turco. Nell'agosto 1919 un secondo gruppo (l'"American Military Mission to Armenia") venne incaricata di visitare l'Armenia e l'Anatolia centrale.
La missione era guidata dal general-maggiore James Harbord al quale il Segretario di Stato Robert Lansing chiese di fare rapporto sugli interessi e sulle responsabilità politiche, militari, geografiche, amministrative ed economiche degli Stati Uniti in tale regione.

## La Commissione
La commissione, composta da 50 membri, arrivò ad Istanbul nel settembre 1919 e per i successivi 30 giorni viaggiò ad Adana, Aleppo, Mardin, Diyarbakır, Harput, Malatya, Sivas, Erzincan, Erzurum, Kars, Echmiadzin, Erevan e Tbilisi. U
na parte della delegazione inoltre si recò lungo la costa del Mar Nero fino a Trebisonda. Il generale Harbord acquisì inoltre le conclusioni contenute nel rapporto Niles-Sutherland sulla situazione a Van e Bitlis.

## Conclusioni
Secondo il rapporto preparato dalla Commissione Harbord la regione visitata, anche prima della guerra, era a maggioranza armena ma ripristinare lo status quo ante avrebbe potuto essere difficile.
Il rapporto in definitiva raccomandava l'inclusione dell'Armenia in un eventuale mandato americano sull'Asia Minore e la Rumelia.